# Зямбай
Зямбай — деревня в Юкаменском районе Удмуртии. Входит в состав Засековского сельского поселения.

## География
Деревня расположена на северо-западе республики на расстоянии примерно в 17 километрах по прямой к юго-востоку от районного центра Юкаменского.
Часовой пояс
Деревня Зямбай как и вся Удмуртия, находится в часовой зоне МСК+1. Смещение применяемого времени относительно UTC составляет +4:00.

## Население
| 2010 | 2012 |
| ---- | ---- |
| 8    | ↘6   |

Национальный состав
Согласно результатам переписи 2002 года, удмурты составляли 100 % из 15 чел..